# Rugby Club Lechia Gdańsk
 (novembre 2024).
La mise en forme du texte ne suit pas les recommandations de Wikipédia : il faut le « wikifier ».
Les points d'amélioration suivants sont les cas les plus fréquents. Le détail des points à revoir est peut-être précisé sur la page de discussion.
- Les titres sont pré-formatés par le logiciel. Ils ne sont ni en capitales, ni en gras.
- Le texte ne doit pas être écrit en capitales (les noms de famille non plus), ni en gras, ni en italique, ni en « petit »…
- Le gras n'est utilisé que pour surligner le titre de l'article dans l'introduction, une seule fois.
- L'italique est rarement utilisé : mots en langue étrangère, titres d'œuvres, noms de bateaux, etc.
- Les citations ne sont pas en italique mais en corps de texte normal. Elles sont entourées par des guillemets français : « et ».
- Les listes à puces sont à éviter, des paragraphes rédigés étant largement préférés. Les tableaux sont à réserver à la présentation de données structurées (résultats, etc.).
- Les appels de note de bas de page (petits chiffres en exposant, introduits par l'outil «  Source ») sont à placer entre la fin de phrase et le point final[comme ça].
- Les liens internes (vers d'autres articles de Wikipédia) sont à choisir avec parcimonie. Créez des liens vers des articles approfondissant le sujet. Les termes génériques sans rapport avec le sujet sont à éviter, ainsi que les répétitions de liens vers un même terme.
- Les liens externes sont à placer uniquement dans une section « Liens externes », à la fin de l'article. Ces liens sont à choisir avec parcimonie suivant les règles définies. Si un lien sert de source à l'article, son insertion dans le texte est à faire par les notes de bas de page.
- La présentation des références doit suivre les conventions bibliographiques. Il est recommandé d'utiliser les modèles {{Ouvrage}}, {{Chapitre}}, {{Article}}, {{Lien web}} et/ou {{Bibliographie}}. Le mode d'édition visuel peut mettre en forme automatiquement les références.
- Insérer une infobox (cadre d'informations à droite) n'est pas obligatoire pour parachever la mise en page.

Pour une aide détaillée, merci de consulter Aide:Wikification.
Si vous pensez que ces points ont été résolus, vous pouvez retirer ce bandeau et améliorer la mise en forme d'un autre article.
 (juillet 2023).
Le contenu est difficilement compréhensible vu les erreurs de traduction, qui sont peut-être dues à l'utilisation d'un logiciel de traduction automatique.

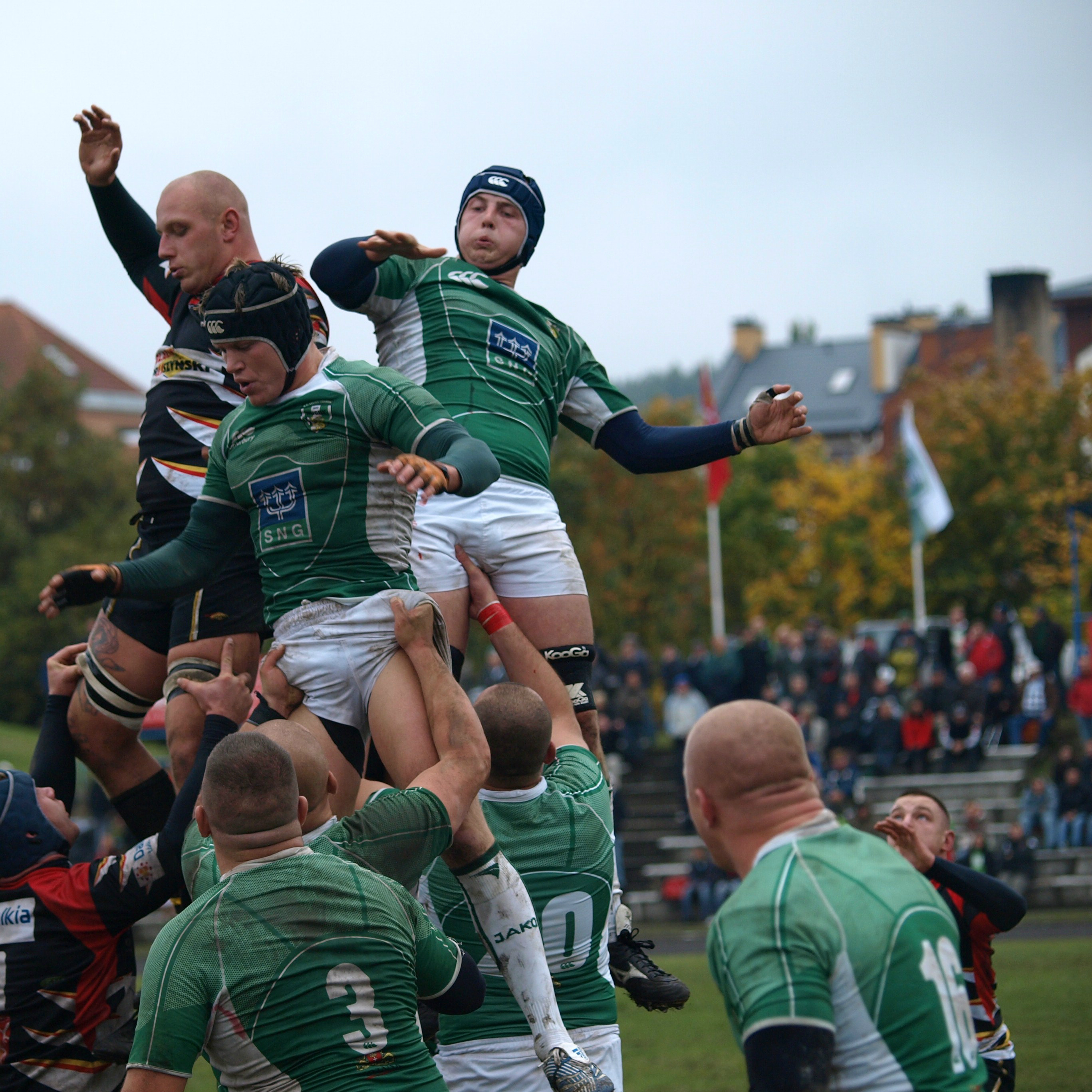
Image d'un match en 2009.

Lechia Gdańsk est un club polonais de rugby basé à Gdańsk. C'est l'un des clubs de rugby les plus anciens et les plus titrés en Pologne. Il a remporté le championnat de Pologne à treize reprises. Il compte quarante-deux médailles aux championnats de Pologne, ce qui en fait le club le plus décoré en Pologne.
Le club évolue en première division Ekstraliga en 2022-2023. Il est le seul club à n'avoir jamais été relégué de la première division[réf. nécessaire].

## Histoire

### Les débuts du rugby en Pologne
Le rugby en Pologne a fait son apparition dans les années 1920 avec les rapatriés et une mission militaire venue de France. C'est à cette époque que le premier club, Orzeł Biały, a été fondé à Varsovie. Cependant, le premier match de rugby en Pologne a eu lieu à Lviv. Deux équipes du club Orzeł Biały y ont participé. Après quelques années de difficultés organisationnelles, l'équipe a été dissoute, mettant ainsi fin à la pratique du rugby en Pologne.
Le renouveau du rugby en Pologne a eu lieu au début des années 1950. L'une des régions où le rugby s'est développé le plus rapidement était Gdańsk. Les deux premières équipes à Gdańsk étaient l'AZS Politechnika et les étudiants du Technikum Wychowania Fizycznego. La seconde équipe était à l'origine de la section rugby de Lechia Gdańsk. Henryk Hodiak était l'un des principaux animateurs de l'équipe des étudiants du AWF.
L'intérêt croissant pour le rugby en Pologne a conduit à la demande d'enregistrement d'une nouvelle discipline sportive auprès de la GKKF (Commission centrale de l'Éducation physique et du Sport). L'enregistrement officiel a été effectué par décret ministériel le 14 décembre 1955, créant ainsi le Comité d'Organisation de la Fédération polonaise de rugby à XV. La création de cette fédération a permis l'enregistrement officiel des équipes. La première équipe officielle à Gdańsk était la section rugby de l'AZS Politechnika Gdańska.
Formation de la section rugby à Lechia Gdańsk Henryk Hodiak avait également l'intention d'enregistrer sa propre équipe. Dans ce but, il souhaitait créer une section rugby au sein d'un des clubs sportifs de Gdańsk. Compte tenu de la proximité du siège du TWF avec le stade du BKS Lechia, des pourparlers ont été engagés avec ce club. Grâce à l'aide de Sławomir Zieleniewski, responsable du BKS Lechia et enseignant au TWF, ainsi que de Stanisław Michowski, directeur du TWF à l'époque, des discussions ont été entamées avec Stefan Kowalski, responsable de Lechia.
Officiellement, le club BKS Lechia Gdańsk a créé sa section rugby le 1er mai 1956. Le noyau de l'équipe était constitué d'étudiants du TWF, renforcés par des joueurs d'autres sections du club. Le premier match des lechistes a été une rencontre amicale contre Politechnika. Ce match amical s'est déroulé le 21 septembre 1956 sur le terrain près de Reja et s'est terminé par une victoire de l'AZS sur le score de 14 à 0. Cependant, le résultat est sujet à controverse. Selon l'entraîneur de Lechia, Hodiak, personne ne comptait les points lors de ce match, et le score de 14 à 0 publié dans le Głos Wybrzeża était une réponse de l'AZS AWF à un grand article sur Lechia qui était paru quelques jours auparavant dans ce journal.
La formation des compétitions de rugby en Pologne La première saison officielle de rugby en Pologne s'est déroulée de septembre à décembre 1956. Il n'y avait pas encore de compétitions centrales, seulement 5 compétitions régionales qui servaient de qualification pour la première division la saison suivante. Lechia Gdańsk a été placée dans le groupe Gdańsk-Bydgoszcz, où elle a rivalisé avec l'AZS Politechnika Gdańsk, Stal Gdańsk et Goplana Inowrocław.
Le premier match officiel de Lechia Gdańsk a été joué contre Stal. Ce match a eu lieu le 16 septembre 1956 et s'est terminé sur un match nul de 6 à 6. Le 1er octobre, Lechia a remporté sa première victoire officielle en battant Goplana 6 à 3 à l'extérieur. Finalement, Lechia a terminé la saison à la deuxième place ex aequo avec Stal. En revanche, la première place qualificative pour la première division a été remportée par l'équipe de l'AZS Politechnika. Parallèlement aux compétitions officielles, la Coupe du Sportif a été organisée (par des journaux dont les journalistes avaient une grande influence sur l'enregistrement du rugby). Lors de ces compétitions, considérées comme le championnat de Pologne non officiel pour la saison 1956, Lechia a atteint les demi-finales où elle a été battue par l'équipe de Czarni Szczecin.

#### Saison 1957
En janvier 1957, Henryk Hodiak a quitté l'équipe pour rejoindre la Polonia Gdańsk (anciennement Stal Gdańsk). Bolesław Brzoskowski est devenu le nouvel entraîneur. De nombreux joueurs ont quitté le club pour rejoindre l'AZS Politechnika, la Polonia Gdańsk et la nouvelle équipe du Zryw TWF Gdańsk.
Les compétitions de la ligue régionale de la saison 1957 étaient organisées en trois régions. Lechia devait jouer dans le groupe de Gdańsk avec la Polonia Gdańsk, le Zryw Gdańsk, les réserves de l'AZS Politechnika Gdańsk, la Wisła Bydgoszcz, la Goplana Inowrocław et la Posnania Poznań. Les équipes de Bydgoszcz et d'Inowrocław se sont retirées de la compétition, et après la phase printanière, la Polonia et le Zryw se sont également retirés. Lechia a remporté la deuxième place et a été promue en première division.
Au cours de la saison 1957, Lechia Gdańsk a été le premier club en Pologne à créer une équipe junior.
Outre les matchs officiels, de nombreux joueurs de Lechia ont joué dans la "sélection de Gdańsk", qui a disputé de nombreux matchs de démonstration, notamment contre le Slavia Prague (Tchécoslovaquie) et le DHfK Leipzig (RDA).

#### Saison 1958
En 1958, deux équipes de Gdańsk, Lechia et l'AZS Politechnika, ont participé à la première division. Pendant ce temps, les autres équipes de Gdańsk ont été dissoutes, ce qui a entraîné le retour de nombreux joueurs à Lechia. Pour sa première saison dans la division supérieure, Lechia a terminé à la dernière place, ne remportant que 3 matchs. Cependant, en raison de l'absence de compétitions de niveau inférieur, cela n'a pas entraîné de relégation.
Le premier match de Lechia en première division a été joué à Kochłowice, aujourd'hui un quartier de Rudy Śląskie. Le match s'est terminé par une victoire des locaux sur le score de 13 à 0. Le premier succès de Lechia est survenu le 22 juin, lorsqu'elle a battu l'AZS Lublin. Ce match a été le premier match de rugby au stade de la rue Traugutta.

#### Saison 1959
Avant la saison 1959, des changements importants ont eu lieu à Lechia. Henryk Hodiak est revenu dans l'équipe en tant qu'entraîneur. L'entraîneur et capitaine de l'équipe, Bolesław Brzoskowski, est devenu l'entraîneur des juniors. Lucjan Czyżewski est devenu le responsable de l'équipe. L'équipe a été renforcée par des joueurs de l'AZS Politechnika, qui avait été vice-champion de Pologne en 1958.
La saison 1959 a été divisée en étapes. Dans la première, les équipes étaient réparties en groupes nord et sud, puis elles se sont affrontées pour les places. Lechia Gdańsk a terminé troisième dans cette première partie, derrière l'AZS AWF Warszawa et l'AZS Politechnika Gdańsk (champions et vice-champions de 1958), et a ensuite lutté pour les places 5 à 8. Finalement, les joueurs de Lechia Gdańsk ont terminé la ligue à la 7e place. En Coupe de Pologne, Lechia a atteint les demi-finales, où elle a été battue par l'AZS AWF.
En 1959, les compétitions juniors (moins de 21 ans) ont également commencé. L'équipe de Lechia Gdańsk a atteint la finale, où elle a été battue par Włókniarz Łódź 6-5.

#### Saison 1960
Avant la saison 1960, deux joueurs de l'AZS AWF Warszawa ont rejoint Lechia Gdańsk. Janusz Rusinowicz et Zdzisław Koniarz. Le premier était diplômé de la première promotion de l'AWF spécialisée en rugby. Ce joueur est devenu entraîneur-joueur de l'équipe, tandis que les entraîneurs précédents sont devenus ses assistants. Rusinowicz a également pris en charge l'équipe junior. Koniarz était un international polonais, l'un des joueurs offensifs les plus talentueux, mais sa carrière a été interrompue par un tragique accident en juillet 1960. Jerzy Dzieruń de l'AZS Politechnika Gdańsk a également rejoint Lechia.
La saison 1960 a été également divisée en deux étapes. Dans la première, les équipes étaient réparties en groupes nord et sud, et dans la deuxième partie, elles se sont battues pour les places. Lechia Gdańsk a remporté la première partie, devançant l'AZS AWF Warszawa d'un point et l'AZS Politechnika Gdańsk de deux points. Dans les matchs pour les places 1 à 4, Lechia Gdańsk a remporté cinq matchs et fait un match nul. Cela a permis à Lechia Gdańsk de remporter son premier titre de champion en battant Czarni Bytom de cinq points. Dans l'équipe de l'époque jouaient, dans la première ligne : Tadeusz Romanis, Andrzej Pieszkur, Janusz Brejnakowski, Erwin Kogga, Zbigniew Kulenty, Krystyn Grabowski, Jan Elzanowski, Maciej Kamiński, Henryk Hodiak, Jan Pankowski, Wiesław Baranowski, Zygmunt Matracki, Henryk Kurowski, Edmund Błażejewski, Michał Kamiński, Stefan Kapka, et dans l'attaque : Janusz Rusinowicz, Kazimierz Sasin, Krystyn Walor, Leon Dzieruń, Jerzy Krzyżewski, Zdzisław Koniarz, Henryk Jakimowicz, Zdzisław Grabeusz, Kazimierz Jaremczak, Stefan Halulko.
L'équipe junior a également remporté le titre de champion de Pologne. Lors de la finale jouée à Puck le 19 juin, elle a battu Włókniarz Łódź 6 à 3. L'équipe était composée de Henryk Cyranowicz, Erwin Kogga, Edward Waszkiewicz, Wiesław Klimaszewski, Edwin Gierak, Zygmunt Matacki, Henryk Kurowski, Witold Cwalina, Jan Gołyński, Kazimierz Sasin - capitaine, Krystyn Walor, Stefan Halulko, Jerzy Krzyżewski, Wiesław Baranowski, Henryk Jakimowicz, Zdzisław Szkutnik, Jan Pankowski, Andrzej Pieszkur.

#### Saison 1961
Le 7 février, lors d'un sondage organisé par le Dziennik Bałtycki, les rugbymen de Lechia Gdańsk ont été élus meilleure équipe du voïvodie de Gdańsk en 1960 par les lecteurs, devançant notamment les équipes de football et de speedway.
Avant la saison 1961, neuf joueurs clés de l'AZS Politechnika ont rejoint Lechia. Le départ de ces joueurs a entraîné la décomposition de l'équipe de rugby de l'AZS et sa dissolution ultérieure. Lechia a été accusée de détourner les joueurs, mais ces accusations n'ont pas été confirmées par la Fédération polonaise de rugby (PZR).
En 1961, le championnat de première division s'est déroulé sans division en groupes. Neuf équipes ont participé aux matchs, mais l'équipe de Pionier Szczecin s'est retirée à mi-parcours. Les rugbymen de Gdańsk ont dominé la compétition en remportant 14 matchs et en n'en perdant qu'un seul. L'équipe comprenait les joueurs suivants : en première ligne - Tadeusz Romanis, Erwin Kogga, Andrzej Wiński, Zbigniew Kulenty, Krystyn Grabowski, Roman Grubba, Maciej Kamiński, Władysław Komar, Henryk Kurowski, Henryk Cyranowicz, Roman Łuczewski, Ryszard Wojciechowski, Tadeusz Jodkowski, Edwin Gierak, Stanisław Kowalczyk, et en ligne arrière - Henryk Dzikiewicz, Leon Dzieruń, Wiesław Baranowski, Krystyn Walor, Kazimierz Sasin, Jerzy Krzyżewski, Wiesław Żurawski, Janusz Rychłowski, Józef Wójcicki, Władysław Żukowski, Zygmunt Matacki.
À la suite de l'obtention du titre de champion lors de la saison précédente, Lechia a fait ses débuts dans la Coupe FIRA. Le 2 avril 1961, Lechia a joué un match à l'extérieur contre le Spartak Prague de Tchécoslovaquie. Le match s'est terminé par une défaite 0-19. Lors du match retour joué à Gdańsk, il y a eu un match nul 0-0. En juillet, Lechia a accueilli un tournoi à l'occasion du Jour des Constructeurs, auquel ont également participé les équipes du Dynamo Bucarest et du HSG Wissenschaft Leipzig. Les rugbymen de Lechia ont perdu les deux matchs : 0-3 contre l'équipe est-allemande et 11-24 contre l'équipe roumaine. Les rugbymen de Lechia ont fait bonne impression auprès des entraîneurs roumains.

#### Saison 1962
Après avoir remporté le titre de champion deux années consécutives et participé à la Coupe FIRA, les rugbymen de Lechia ont pris la deuxième place lors du sondage du Dziennik Bałtycki sur l'équipe la plus populaire du voïvodie de Gdańsk. Les boxeurs du GKS Wybrzeże ont été élus meilleurs que eux par les lecteurs.
Seules six équipes ont participé à la saison 1962, dont deux se sont retirées en cours de saison. Lors de la première phase, Lechia a remporté 4 des 5 matchs. Cependant, lors de la phase automnale, Lechia n'a remporté qu'une seule rencontre et a finalement remporté la médaille de bronze. La presse de Gdańsk a critiqué très négativement les défaites lors de la phase retour, en particulier contre l'AZS AWF Warszawa.

#### Saison 1963
En 1963, seules quatre équipes ont participé à la saison, toutes étant encore actives à l'époque. Les championnats polonais juniors ont été supprimés en raison de la situation financière difficile de la section rugby de Lechia. Malgré cela, Lechia a réussi à remporter la médaille d'argent du Championnat de Pologne.

#### Saison 1964
Avant la saison 1964, deux joueurs clés du club de Gdańsk ont quitté l'équipe pour s'installer à Varsovie et à Poznań. De plus, certains joueurs ont quitté Gdańsk pour créer une section rugby à Sopot, mais faute de soutien, cette équipe n'a pas participé à la compétition, ce qui a conduit certains joueurs à revenir à Gdańsk. Lechia a terminé le championnat à la quatrième place.

#### Saison 1965
En 1965, des matchs de championnat ont été annulés. L'équipe d'AZS Poznań n'est pas venue à Gdańsk pour disputer un match.
Le 10 octobre, l'équipe nationale de Pologne a battu la Suède 32-0 au stade de Gdańsk. Cependant, la presse de l'époque soulignait la crise de ce sport, même dans la région de Trójmiasto. Le 30 novembre 1965, le district de Gdańsk de l'Association polonaise de rugby a été créé.

#### Saison 1966
En 1966, le rugby était encore un sport peu populaire, mais il y avait des projets pour l'intégrer dans les programmes d'éducation physique des écoles professionnelles. L'équipe nationale de Pologne traversait une période de crise et était dépassée par des pays où le rugby avait commencé à se développer dans les années 1960.

#### Saison 1967
1967 a été une année décisive pour le rugby polonais, en particulier dans la région de Trójmiasto. En 1966, la section rugby de Sopot a été réactivée, ce qui a entraîné le départ de nombreux joueurs. La même année, le Championnat de Pologne junior a également été rétabli. Des équipes d'entreprise ont également été créées, notamment à la Gdańska Stocznia Remontowa.
Lors de la saison 1967, Lechia a commencé par remporter le derby de Trójmiasto contre Sopot, sur le score de 22-3. C'était le premier derby depuis 1960, lorsque Lechia et l'AZS Politechnika jouaient ensemble en première division. Par la suite, l'équipe de Gdańsk a remporté trois matchs consécutifs. Sa première défaite est survenue lors de la cinquième journée contre Posnania. Lors du dernier match de la saison printanière, Lechia a perdu 8-9 contre Skra Warszawa, qui avait dominé la première division depuis 1964 en remportant de nombreux titres. Lors de la phase retour, l'équipe a remporté et perdu trois matchs chacun et a fini à la troisième place.
Lors des championnats juniors rétablis, Lechia Gdańsk a remporté le titre de champion de Pologne. Lors du tournoi à Mińsk Mazowiecki, les juniors de Gdańsk ont battu les équipes d'Orzeł Warszawa, Olimpia Mińsk Mazowiecki et Polonia Poznań.

#### Saison 1968
En 1968, lors de la première journée, le match le plus important de la phase a été considéré comme le match entre Lechia et Sopot. Lechia a battu Sopot 22-8 sur son propre terrain.

#### Saison 1969
En 1969, la ligue s'est agrandie avec l'arrivée de l'équipe de Budowlani Łódź. De plus, la section rugby de Ogniwo Sopot a été transférée à Spójnia Gdańsk.
L'équipe de Spójnia, qui continuait à jouer à Sopot, a été la révélation de la phase printanière. Lechia a occupé la 3e ou la 4e place pendant la majeure partie de la saison. Avant la dernière journée, Lechia était deuxième, un point derrière Spójnia. Le classement final sur le podium a été décidé lors de la dernière journée, où les deux équipes se sont affrontées à Sopot. En raison de l'enjeu élevé du match, la partie a été brutale et l'arbitre a dû expulser deux joueurs de Lechia. Bien que Lechia ait mené 8-6 à la mi-temps, elle a finalement perdu 8-9. Lechia a terminé la saison à la troisième place, derrière Skra et Spójnia.
Après la saison 1969, Janusz Rusinowicz a quitté son poste d'entraîneur de Lechia Gdańsk. Il a été remplacé par Andrzej Tempczyk.

#### Saison 1970
En 1970, lors de la première journée, Lechia a affronté Skra Warszawa, qui avait remporté les titres de champion depuis 1964. Lechia a remporté le match 11-0 et est devenue leader après la première journée. Lors de la deuxième journée, Lechia a battu Spójnia 19-6. La seule défaite de la saison a été le match contre Budowlani Łódź. Les joueurs suivants ont remporté le titre de champions de Pologne : en première ligne - Grzegorz Dzieruń, Jan Przytuła, Andrzej Turczyn, Ryszard Krauze, Jerzy Klockowski, Henryk Jakimowicz, Andrzej Opiela, Edward Hodura, Zdzisław Dudek, Marian Borowski, Władysław Komar, Andrzej Kucio, Roman Markowski, et en ligne arrière - Zbigniew Karbowniczek, Wiesław Baranowski, Mieczysław Opieka, Leon Dzieruń, Stanisław Zieliński, Kazimierz Sasin, Eugeniusz Kubacki, Andrzej Szymeczko, Zbigniew Chyła et Zbigniew Kuczmierczyk.
Au milieu de la saison, l'entraîneur de l'équipe, Andrzej Tempczyk, est parti pour la Suède, et a été remplacé par le duo Edward Hodura et Bolesław Brzoskowski.
Après la saison 1970, Lechia est allée en Roumanie, où elle a disputé un match amical contre le Sportul Bucarest (victoire de Lechia 12-9). Ce match a eu lieu à l'occasion de la finale de la Coupe des Nations FIRA, dans laquelle les équipes de Roumanie et de France se sont affrontées.

#### Saison 1971-1972
Dans la première saison jouée selon le système automne-printemps, les 6 meilleures équipes de la Coupe de Pologne 1971 ont participé. En conséquence, 4 tours ont été joués - deux en automne et deux au printemps. Au total, l'équipe a disputé 20 matchs de championnat. À l'automne, Lechia a remporté 7 matchs, en a fait 1 match nul et en a perdu 2. Les joueurs de Lechia ont subi des défaites contre Skra et Czarni Bytom. Cela leur a permis de prendre la première place du classement avec un point d'avance sur Skra et AZS AWF. Au printemps, les joueurs de Gdańsk ont connu des performances moins bonnes. Ils ont d'abord perdu contre AZS AWF, puis ils ont réussi à battre leurs rivaux les plus redoutables, Skra et Polonia. Le 18 juin, ils ont perdu à nouveau contre AZS AWF sur le score de 34-6. Après ce match, Lechia a perdu sa première place au classement et avant la dernière journée, elle était devancée d'un point. Lors de la dernière journée, Lechia a battu Polonia, tandis qu'un match nul a été joué dans le derby de Varsovie. Cela a entraîné que les deux équipes avaient le même nombre de points. Le titre de champion a été décidé par les petits points, avec un meilleur bilan pour l'équipe d'AZS AWF.

#### Saison 1972-1973
Avant la saison 1972-1973, la section rugby de Spójnia a été transférée à Bałtyk Gdynia. Avant la saison, les favoris pour le titre de champion étaient AZS AWF Warszawa, Polonia Poznań et Lechia Gdańsk. Le championnat a débuté par un match entre Lechia et AZS AWF, remporté par les visiteurs. Lors des quatre matchs suivants de la première phase, Lechia a battu tous ses rivaux (Bałtyk, Budowlani, Skra et Polonia). Lors de la phase retour, les rugbymen de Gdańsk ont battu Bałtyk, Budowlani et Skra, mais ont perdu leurs matchs à l'extérieur contre AZS AWF et Polonia. Après les phases automnales, Lechia occupait la troisième place derrière AZS AWF et Polonia.
Au printemps, les joueurs de Gdańsk ont joué de manière plus efficace et ont remporté 7 matchs, fait 1 match nul et en ont perdu 2. Lechia a été battue par AZS AWF à Gdańsk et par Skra à Varsovie. Ils ont également fait un match nul contre Polonia. Cela a conduit à ce que Lechia termine à nouveau à la deuxième place du classement.

#### Années 1973-1983
Pendant cette période, le club a joué en première division. Il a terminé à deux reprises à la deuxième place et à trois reprises à la troisième place.

#### Années 1984-1993
Pendant cette période, le club a joué en première division. Il a terminé quatre fois à la deuxième place et deux fois à la troisième place.

#### Saison 1994
Au cours de cette saison, le club a remporté le championnat et la Coupe de Pologne.

#### Saison 2011-2012
Voici un résumé des événements clés de cette saison :
- Les compétitions se sont déroulées en deux phases, la phase régulière et les play-offs.
- L'équipe de Lechia a commencé la saison avec une victoire contre Posnania Poznań sur un score de 32-15.
- Dans la deuxième journée, Lechia a affronté Juvenia et a remporté le match 29-6 malgré quelques expulsions de joueurs.
- L'équipe a également participé à la Coupe de Pologne, où elle a remporté un match de derby contre Ogniwo Sopot sur un score de 37-22.
- Au cours de la saison, Lechia a enregistré des victoires et des défaites contre d'autres équipes telles que l'Arka Gdynia, les Budowlańcy Łódź et l'AZS AWF Warszawa.
- Lechia a réussi à se qualifier pour la finale de la Coupe de Pologne en battant l'Orkan Siedlce en demi-finale avec un score de 44-10.
- Dans les play-offs, Lechia a affronté l'Arka Gdynia en demi-finale et a réussi à gagner les deux matches, se qualifiant ainsi pour la finale.
- En finale, Lechia a battu les Budowlańcy Łódź sur un score de 27-22, remportant ainsi le championnat de Pologne pour la première fois en dix ans.

## Palmarès
- Ekstraliga :
  -  Champion (13) : 1960, 1961, 1970, 1994, 1995, 1996, 1998, 2000, 2001, 2002, 2012, 2013 et 2014
  -  Vice-champion (12) : 1963, 1971, 1972, 1973, 1982, 1985, 1986, 1991, 1993, 1997, 2010 et 2016
  -  Troisième place (15) : 1962, 1967, 1968, 1969, 1974, 1977, 1981, 1987, 1988, 1999, 2004, 2008, 2009, 2011 et 2015